# Гран-при Пескары
Гран-при Пескары (итал. Gran Premio di Pescara, итал. Circuito di Pescara) — один из этапов чемпионата мира по автогонкам в классе Формула-1 в сезоне 1957 года. Был проведён в Пескаре — итальянском городе на адриатическом побережье 18 августа 1957 по трассе, проложенной по дорогам общего пользования. Вошёл в историю Формулы-1, как Гран-при с самым длинным кругом трассы (25 579 м).
Так же на этой трассе в 1924—1961 годах проводились гонки под названием Coppa Acerbo (в разные годы называвшиеся также итал. Circuito di Pescara, итал. Ore di Pescara и итал. Gran Premio di Pescara), которые можно считать гонками того же Гран-при Пескары, но не входившими в официальный мировой чемпионат Формулы-1. После 1961 года гонки были прекращены из соображений безопасности.

## Победитель Гран-при
Победу в Гран-при Пескары 1957 года одержал пилот Vanwall Стирлинг Мосс. Гонка проходила в страшную жару и стала для её участников нелёгким испытанием. Со старта обладатель поула Хуан-Мануэль Фанхио, Мосс и Луиджи Муссо шли плотной группой, но затем двигатель на Ferrari итальянца начал терять масло, после чего окончательно взорвался. Мосс в тот момент лидировал, а вот Фанхио шёл третьим — и поскользнулся на масляном пятне. Его Maserati вылетела на обочину и ударилась колесом о придорожный камень.
После этого Мосс мог не торопиться. 27-летний британец даже остановился в боксах — чтобы попить и долить смазки в двигатель — но все равно опередил Фанхио на три с лишним минуты. Следом финишировали ещё два гонщика Maserati: американец Харри Шелл проиграл почти семь минут, а ещё один американец, Мастен Грегори — более восьми. Замкнул первую пятёрку напарник Мосса, дебютант чемпионата Стюарт Льюис-Эванс. Всего до финиша смогли добраться лишь шестеро из 16 пилотов.
| Сезон | № | Пилот         | Конструктор | Трасса  | Отчёт |
| ----- | - | ------------- | ----------- | ------- | ----- |
| 1957  | 1 | Стирлинг Мосс | Vanwall     | Пескара | Отчёт |